# Antonio Maria Rinaldi
Antonio Maria Rinaldi (nascido a 27 de Fevereiro de 1955) é um economista e político italiano.
Ele sempre expressou posições críticas em relação ao euro como moeda única europeia. Com uma orientação fortemente eurocética, Rinaldi autodenomina-se um economista pós-keynesiano.
Em 2019 foi eleito eurodeputado na lista da Liga, com 48 501 votos de preferência.